# Серове
Серо́ве (англ. Serowe) — місто і столиця Центрального округу, розташоване в центрі Центрального округу (Ботсвана). Входить до складу субокругу Серове/Палап'є. Населення — близько 50 000 чоловік (станом на 2001 рік).
На початку XIX століття було центром найбільшого на території Ботсвани племені бамангвато.

## Клімат
Місто знаходиться у зоні, котра характеризується кліматом помірних степів та напівпустель. Найтепліший місяць — січень із середньою температурою 25 °C (77 °F). Найхолодніший місяць — липень, із середньою температурою 13.4 °С (56.1 °F).
| Клімат Серове           | Клімат Серове | Клімат Серове | Клімат Серове | Клімат Серове | Клімат Серове | Клімат Серове | Клімат Серове | Клімат Серове | Клімат Серове | Клімат Серове | Клімат Серове | Клімат Серове | Клімат Серове |
| Показник                | Січ.          | Лют.          | Бер.          | Квіт.         | Трав.         | Черв.         | Лип.          | Серп.         | Вер.          | Жовт.         | Лист.         | Груд.         | Рік           |
| Середня температура, °C | 25            | 24,2          | 23,1          | 20,2          | 16,5          | 13,5          | 13,4          | 16,4          | 20,4          | 23            | 23,9          | 24,6          | 20,4          |
| Норма опадів, мм        | 82.6          | 85.8          | 56.2          | 26.8          | 7.3           | 1.9           | 1             | 0.5           | 5.7           | 31            | 56.3          | 82.4          | 437.5         |
| Днів з опадами          | 9,6           | 7,7           | 5,7           | 3,9           | 1,2           | 0,5           | 0,2           | 0,5           | 1,4           | 4,7           | 7,7           | 8,3           | 51,4          |
| Вологість повітря, %    | 56.8          | 61.4          | 60.1          | 57.5          | 52.8          | 51.3          | 48.4          | 44.1          | 41.2          | 43.5          | 51.4          | 55.1          | 52            |
| ----------------------- | ------------- | ------------- | ------------- | ------------- | ------------- | ------------- | ------------- | ------------- | ------------- | ------------- | ------------- | ------------- | ------------- |
| Джерело: Weatherbase    |               |               |               |               |               |               |               |               |               |               |               |               |               |